# Tokyo Disneyland
Pour les articles homonymes, voir Disneyland (homonymie).
 (septembre 2021).
 (septembre 2021).
La mise en forme du texte ne suit pas les recommandations de Wikipédia : il faut le « wikifier ».
Les points d'amélioration suivants sont les cas les plus fréquents. Le détail des points à revoir est peut-être précisé sur la page de discussion.
- Les titres sont pré-formatés par le logiciel. Ils ne sont ni en capitales, ni en gras.
- Le texte ne doit pas être écrit en capitales (les noms de famille non plus), ni en gras, ni en italique, ni en « petit »…
- Le gras n'est utilisé que pour surligner le titre de l'article dans l'introduction, une seule fois.
- L'italique est rarement utilisé : mots en langue étrangère, titres d'œuvres, noms de bateaux, etc.
- Les citations ne sont pas en italique mais en corps de texte normal. Elles sont entourées par des guillemets français : « et ».
- Les listes à puces sont à éviter, des paragraphes rédigés étant largement préférés. Les tableaux sont à réserver à la présentation de données structurées (résultats, etc.).
- Les appels de note de bas de page (petits chiffres en exposant, introduits par l'outil «  Source ») sont à placer entre la fin de phrase et le point final[comme ça].
- Les liens internes (vers d'autres articles de Wikipédia) sont à choisir avec parcimonie. Créez des liens vers des articles approfondissant le sujet. Les termes génériques sans rapport avec le sujet sont à éviter, ainsi que les répétitions de liens vers un même terme.
- Les liens externes sont à placer uniquement dans une section « Liens externes », à la fin de l'article. Ces liens sont à choisir avec parcimonie suivant les règles définies. Si un lien sert de source à l'article, son insertion dans le texte est à faire par les notes de bas de page.
- La présentation des références doit suivre les conventions bibliographiques. Il est recommandé d'utiliser les modèles {{Ouvrage}}, {{Chapitre}}, {{Article}}, {{Lien web}} et/ou {{Bibliographie}}. Le mode d'édition visuel peut mettre en forme automatiquement les références.
- Insérer une infobox (cadre d'informations à droite) n'est pas obligatoire pour parachever la mise en page.

Pour une aide détaillée, merci de consulter Aide:Wikification.
Si vous pensez que ces points ont été résolus, vous pouvez retirer ce bandeau et améliorer la mise en forme d'un autre article.
Tokyo Disneyland (東京ディズニーランド, Tōkyō Dizunīrando) est le premier parc Disney construit en dehors des États-Unis, ouvert en 1983. Le parc se situe dans le complexe Tokyo Disney Resort. Il copie principalement le Magic Kingdom dont il reprend le plan (inspiré de Disneyland) et le château de Cendrillon. Mais les ajouts successifs depuis l'ouverture ont peu à peu gommé les ressemblances. Un élément particulier est l'absence d'un train ceinturant le parc ; celui-ci ne fait que le tour d'Adventureland et de Westernland. Tokyo Disneyland propose un programme tout au long de l'année et des décorations et parades saisonnières.

## Le projet et l'historique

Château de Cendrillon à Tokyo Disneyland.

La société Oriental Land Company a été fondée en juillet 1960 afin de construire une grande zone de loisirs, ainsi que des bureaux et des résidences, sur un espace maritime pas encore polderisé. La création du polder dura de juillet 1964 à novembre 1975. À partir de 1962, les responsables de OLC démarchèrent Walt Disney pour construire un parc à thème de type Disneyland. Mais la construction de Nara Dreamland, à l'identique de Disneyland, par une autre société sans demande préalable, échauda Disney qui refusa l'offre de OLC. Les négociations entre Disney et OLC reprirent en 1974, année souvent prise comme date officielle du début des pourparlers.
En avril 1979, un accord est conclu entre Walt Disney Productions et OLC afin de construire le premier parc Disney en dehors des États-Unis, Tokyo Disneyland. Les travaux débutent en décembre 1980 et se terminent par l'ouverture du parc le 15 avril 1983 en présence de Card Walker, PDG de Disney.
Le 1er octobre 1992, le parc accueille plusieurs nouvelles attractions dont Splash Mountain dans Critter Country, créé à l'occasion, et l'arbre de Swiss Family Treehouse dans Adventureland.
En 1996, c'est le pays Toontown qui ouvre ses portes, offrant le monde de Mickey Mouse. La saison 1996-1997 marque aussi un record avec 17,4 millions de visiteurs.
Ensuite c'est surtout Tomorrowland et Fantasyland qui recevront les nouvelles attractions et restaurants, comme :
- MicroAdventure avec l'attraction Chérie, j'ai rétréci le public.
- Buzz Lightyear's Astro Blasters.
- Pooh's Hunny Hunt est une attraction sur Winnie l'ourson, construite en lieu et place de la station du Skyway.
- Queen of Hearts Banquet Hall est un restaurant sur le thème de Alice aux pays des merveilles.

À partir du 11 mars 2011, le parc est contraint de fermer ses portes pour une durée indéterminée en raison du séisme du 11 mars 2011 au Japon : voir Séisme de mars 2011 et conséquences.
Le 10 avril 2011, OLC annonce que la réouverture de Tokyo Disneyland aura lieu le 15 avril 2011. En revanche, Tokyo DisneySea rouvrira le 28 avril 2011.
Le 28 avril 2015, Oriental Land Company annonce pour après 2017 le doublement de Fantasyland à Tokyo Disneyland, avec une zone sur le thème de La Reine des neiges,.
Le 27 avril 2016, Oriental Land Company annonce l'ouverture de plusieurs attractions d'ici 2020, dont un land sur La Belle et la Bête, une attraction sur Les Nouveaux Héros, un espace consacré à Minnie dans Mickey's Toontown, ; mais aussi la fermeture de Grand Circuit Raceway et Star Jets pour y construire It's a Small World à la place, et la zone La Reine des neiges annoncée en 2015 déménage à Tokyo DisneySea.
En 2018, l'application Tokyo Disney Resort est sortie. Elle permet aux visiteurs d'acheter des billets de parc sur leur smartphone et d'entrer dans le parc avec un billet numérique. En outre, les visiteurs peuvent réserver des places de restaurant et des chambres d'hôtel et garder la trace de toutes leurs réservations. Elle comprend également une carte du parc et permet aux visiteurs, une fois qu'ils ont activé leur GPS, de voir où ils se trouvent et de trouver le chemin le plus rapide vers la prochaine attraction.
Le 19 septembre 2019, Tokyo Disney Resort annonce la construction du land sur La Belle et la Bête, de l'attraction sur Les Nouveaux Héros et de l'espace consacré à Minnie dans Mickey's Toontown.
L'année 2020 est marquée les conséquences dues à la pandémie de Covid-19. L'analyse du rapport 2020 de la Themed Entertainment Association souligne que la fréquentation du parc diminue de 76,8 % passant de 17,91 millions en 2019 à 4,16 millions. La moyenne mondiale se chiffre à 67,2 % et à 57,9 % en Asie. Jusqu'alors en tête des parcs asiatiques en termes de fréquentation, Tokyo Disneyland recule de trois places et se fait dépasser par Shanghai Disneyland, Universal Studios Japan et Chimelong Ocean Kingdom.
Le 28 avril 2025, une transformation de presque 80% de la surface d’Adventureland est annoncée pour les alentours de 2035. Des attractions phares disparaîtront comme :  Jungle Cruise : Wildlife Expeditions, Swiss Family Treehouse, The Enchanted Tiki Room: Stitch Presents « Aloha E Komo Mai! » et une partie de Western River Railroad. Une nouvelle attraction sur les chutes du paradis basée sur le film Là-haut, devrait voir le jour.

## Le parc à thèmes
Il comprend, comme son aîné Disneyland, plusieurs « pays ». Au fil des années, des « pays » supplémentaires furent ajoutés comme Critter Country en 1992 ou Mickey's Toontown en 1996.
Le parc est différent des autres royaumes enchantés pour plusieurs raisons :
- le plan radial ne possède pas une orientation avec Main Street, USA aligné vers le sud du château, mais pointant vers le nord-ouest. De plus la rue transversale débouche sur les autres pays.
- Tokyo Disneyland produit de très nombreux spectacles, plusieurs par saison et presque toujours différents d'une année sur l'autre.
- les parades ne traversent pas World Bazaar puisque cette rue est couverte. Les chars sortent d'un côté de Fantasyland puis font le tour de la place pour revenir de l'autre côté de Fantasyland à l'entrée de Toontown.

Le château du parc, le château de Cendrillon, est quant à lui la copie conforme de celui du Magic Kingdom de Disneyworld.
La place centrale est entourée d'une rivière comme au Magic Kingdom.

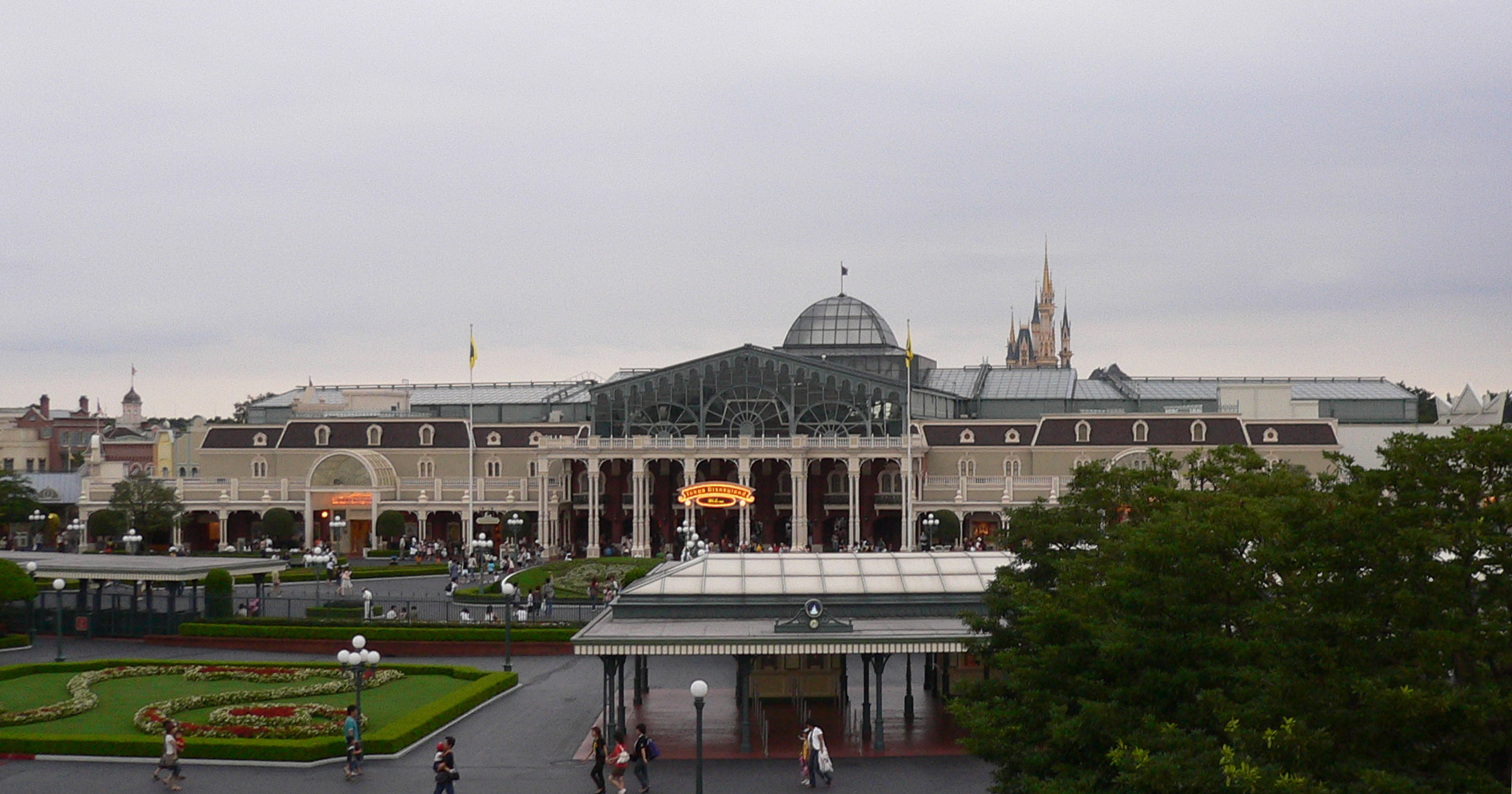
Entrée principale avec World Bazaar
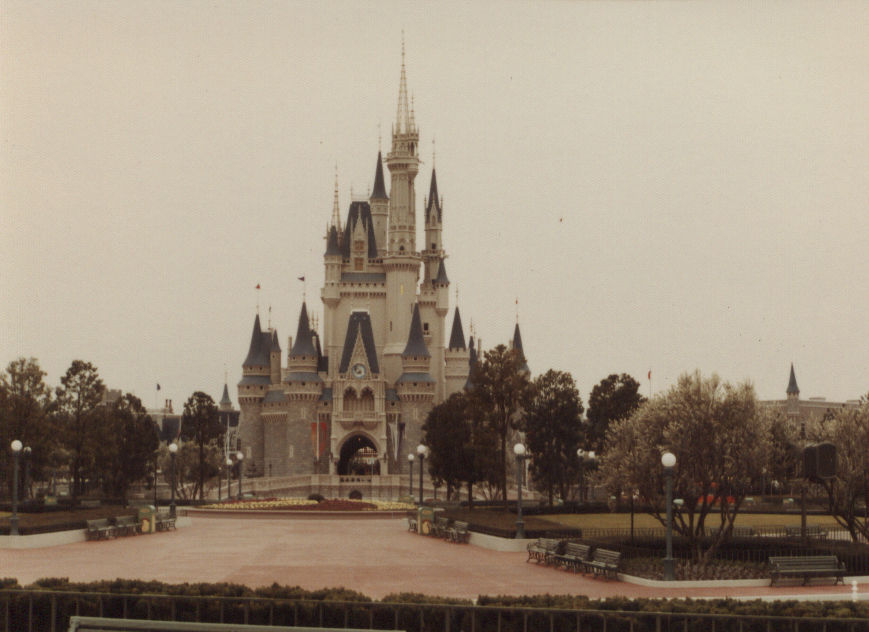
Le château de Cendrillon en 1998
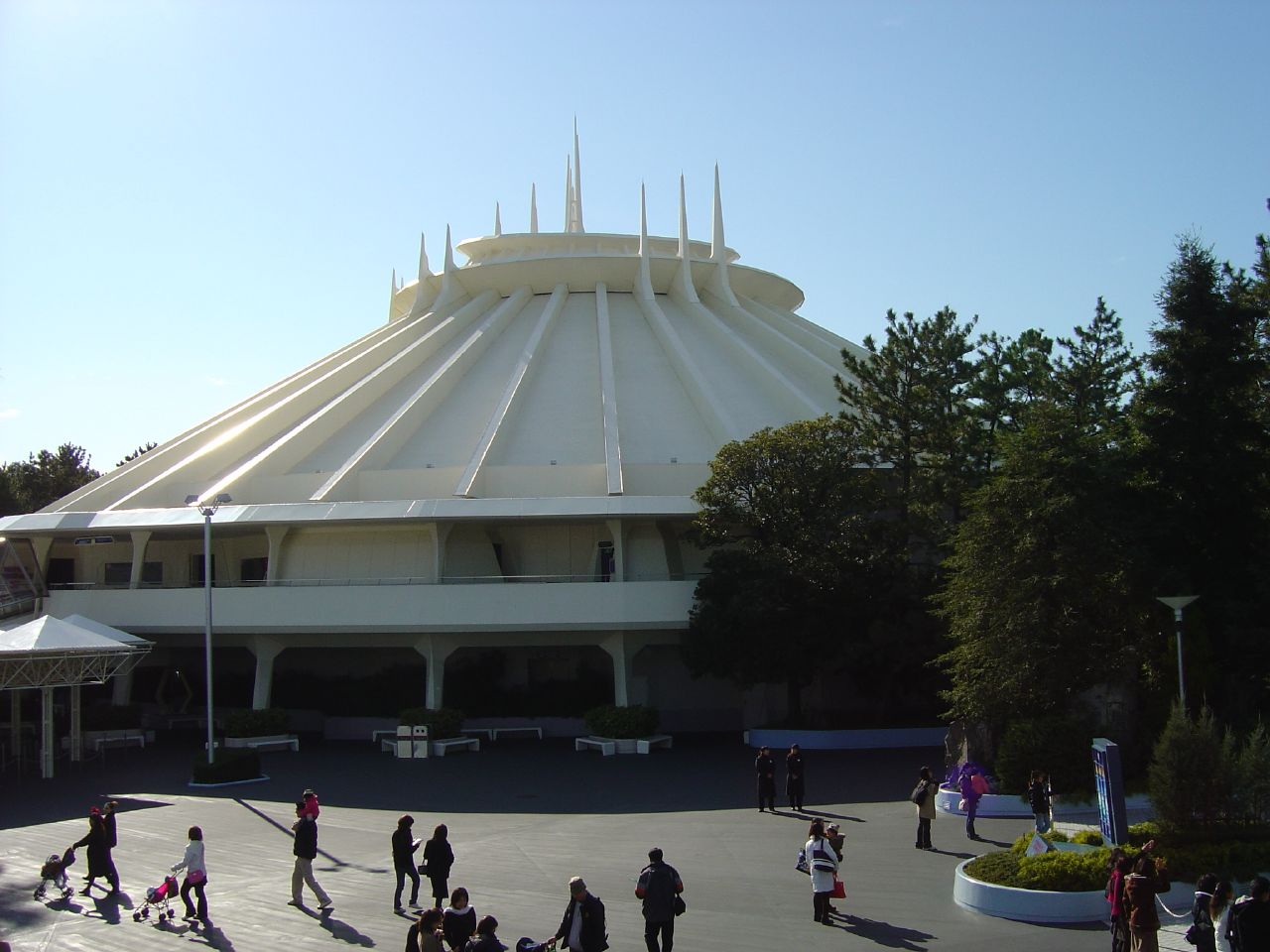
Space Mountain

### World Bazaar
World Bazaar est une version de Main Street, USA couverte. Une immense verrière recouvre la rue et protège les visiteurs des intempéries dont la neige, abondante au Japon.
Ce « pays » ne comprend donc pas beaucoup d'attractions mais de nombreuses boutiques et quelques restaurants.
Pour faciliter le repérage, nous utiliserons le découpage en bloc de World Bazaar. Ce « pays » adopte le même style architectural que le Main Street USA du Magic Kingdom. Une immense colonnade surmontée par la verrière recouvrant la rue fait office de façade à l'ensemble.
La rue transversale, sobrement appelée Center Street, permet d'accéder à Tomorrowland et à Adventureland sans passer par la place centrale. C'est une première pour les parcs Disney, seul le Parc Disneyland, à Disneyland Paris, avec ses arcades permet d'« éviter » la rue de Main Street.
De plus, aucun véhicule n'emprunte la Center Street et les Main Street Vehicles ont été réduits à de simples omnibus tournant sur Central Plaza.

#### Bloc nord
C'est le bloc situé à gauche de l'entrée :
- Main Street House est l'équivalent du City Hall, c'est le centre d'information.
- Movie Premier Showcase et Disney Collection sont des boutiques sur les dernières productions Disney.
- Camera Center est le lieu de rendez-vous pour le photographe.
- Confectionery et le stand Main Street Daily situé à côté, sont spécialisés dans les bonbons et autres sucreries.
- Au bout de Center Street, à l'angle vers Adventureland, Eastside Cafe est un restaurant de style victorien. (250 places, intérieur seulement)

#### Bloc ouest
C'est le bloc situé à droite de l'entrée :
- Grand Emporium est la plus grande boutique du parc. Elle fut agrandie en 2001, son nom changea de Emporium à Grand Emporium..
- Main Street Cinema était une petite attraction avec six écrans diffusant des classiques de Mickey Mouse ou Donald Duck. Elle fut supprimée pour agrandir l'Emporium.
- Towne Clothiers était une boutique de vêtements Disney, annexée par l'Emporium en 2001.
- À l'extrémité de Center Street vers Tomorrowland, Center Street Coffehouse est un petit restaurant de style Art Déco (1920-1930) avec des spécialités aux formes des personnages de Disney. (230 places, intérieur seulement).

#### Bloc sud

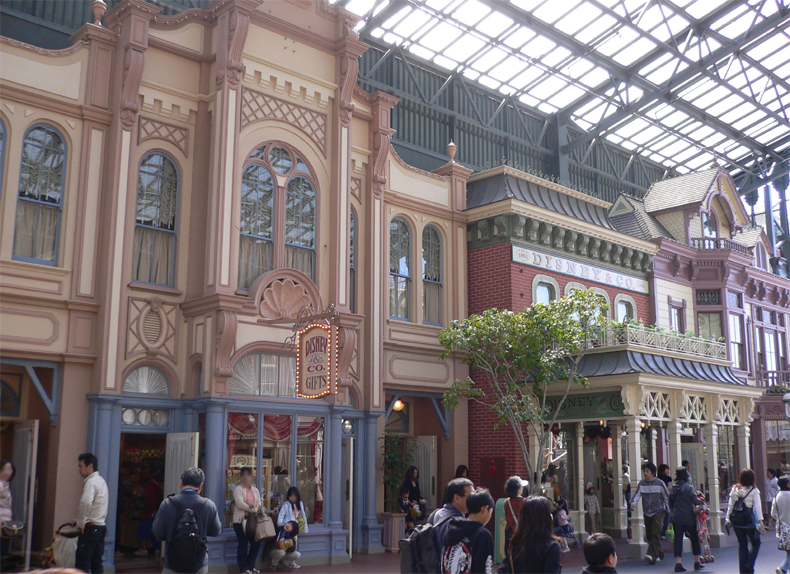
Disney's & Co.

C'est le bloc situé à gauche avant la place centrale.
En poursuivant sur Main Street :
- House of Greetings est une boutique de cartes postales.
- Victoria's Jewelry Box est une boutique de bijoux, or, argent, perles et autres pierres.
- Silhouette Studio est une boutique qui propose des portraits ou des personnages Disney découpés sur papier.
- The Disney Gallery est une exposition-boutique située à l'étage. Il est possible de prendre des cours par les artistes Disney.
- Disney's & Co. est une boutique de vêtements Disney.
- Refreshment Corner est un restaurant de hot-dogs et de soda, tenu par Coca-Cola, à l'angle de la rue avec terrasse sur la place centrale, décoré comme un diner. (180 places, intérieur et extérieur).
- Home Store est une boutique d'articles de maisons, située à l'extérieur, sur la place centrale après le Refreshment Corner.

En prenant Center Street :
- Magic Shop est une boutique d'articles de magie.

#### Bloc est
C'est le bloc situé à droite avant la place centrale.
En poursuivant sur Main Street :
- The Toy Kingdom à l'intersection avec Center Street est une autre boutique sur les personnages Disney.
- New Century Clock Shop est une boutique de montres décorée avec des personnages Disney.
- Penny Arcade est une salle de jeux à l'ancienne.
- Restaurant Hokusai fut le premier restaurant à servir des spécialités japonaises dans le parc. (270 places, intérieurs seulement).
- Pastry Palace est une boutique victorienne de gâteaux et autres pâtisseries.
- Ice Cream Cones est un snack de rafraîchissements et de glaces. (160 places, intérieur seulement).

En prenant Center Street :
- The Storybook Store est une boutique de livres, cassettes, CD et DVD.
- Uptown Boutique est une boutique de vêtements et bijoux pour femmes.
- Mickey's Moderne Memories est une boutique sur les évènements des parcs Disney.

En longeant World Bazaar par l'extérieur :
- Sweeheart Cafe situé sur la place centrale est un restaurant italien. (120 places, intérieur et extérieur).
- The Bebop Hop est une boutique de sport située à l'arrière du bloc et faisant face à Tomorrowland.

### Adventureland

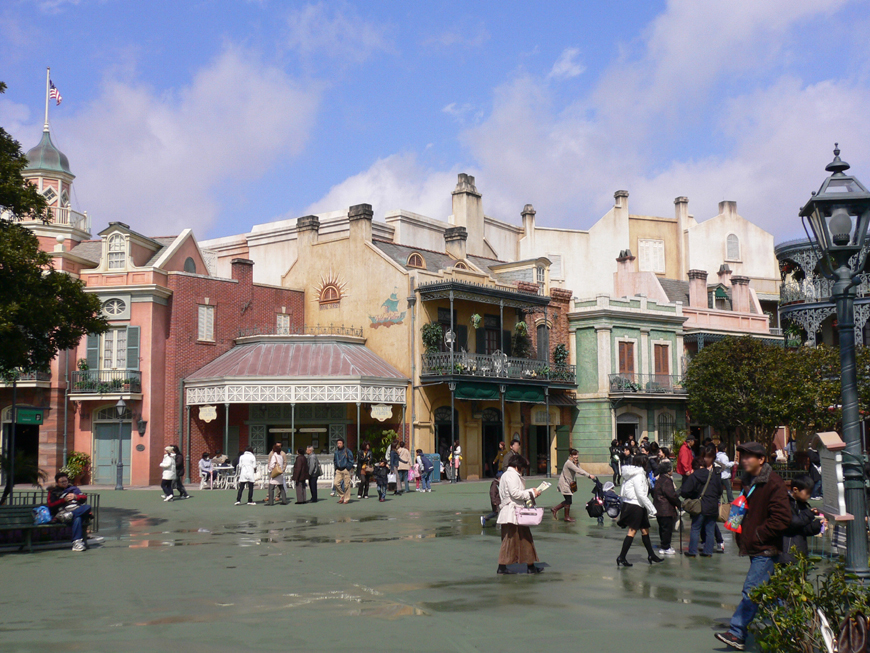
Entrée du quartier de la Nouvelle Orléans

C'est le monde de l'exotisme et des voyages, principalement sous les tropiques :
- Pirates of the Caribbean est la célèbre attraction avec des pirates attaquant un fort espagnol. Ces derniers pillent ensuite la ville protégée par le fort, allant jusqu'à incendier cette dernière. L'attraction est située juste à côté de World Bazaar. L'extérieur est identique à celui de la version originale de Disneyland. Ce dernier évoque les façades de La Nouvelle Orléans.

À côté, plusieurs boutiques et restaurants rappellent le « pays » New Orleans Square de Disneyland sur la Louisiane :
- The Golden Galleon, le royaume des boucaniers et autres corsaires.
- Blackbeard's Portrait Deck pour des portraits déguisés en pirates.
- Cristal Arts pour des objets en cristal.
- La Petite Parfumerie pour des parfums.
- Le Gourmet pour des objets de cuisine.
- Royal Street Veranda propose des jus de fruits.
- Blue Bayou Restaurant est un restaurant situé à l'intérieur de l'attraction Pirates of the Caribbean (comme à Disneyland, à Anaheim). (230 places, intérieur seulement).
- Café Orleans est un restaurant en terrasse. (190 places, intérieur et extérieur).
- l'amphithéâtre d'Adventureland Stage propose des spectacles changeant très souvent.

Une autre zone de boutiques s'organise entre l'amphithéâtre et l'entrée de Jungle Cruise, plus sur le thème de l'exotisme :
- Chiba Traders propose des productions d'artisans locaux de la préfecture de Chiba.
- Safari Trading Company, des objets de la savane et des jungles africaines.
- Tiki Tropic Shop, des produits de la Polynésie.
- Adventureland Bazaar propose des objets de l'Amérique du Sud jusqu'au Mexique.
- Jungle Cruise est une croisière dans les jungles avec des robots. C'est la réplique de l'attraction du Magic Kingdom.
- Western River Railroad est le train du parc, il part d'une station située juste au-dessus de l'embarcadère de Jungle Cruise.
- Le Crystal Palace est un restaurant donnant sur la place centrale et inclus dans ce pays, malgré son style victorien plus proche de World Bazaar. (440 places, intérieur et extérieur)
- Swiss Family Treehouse fut ajouté le 21 juillet 1992 et c'est une copie conforme de l'arbre de la version du Parc Disneyland, à Disneyland Paris, nommée La Cabane des Robinsons. Elle se situe entre le Crystal Palace et l'entrée de Westernland.

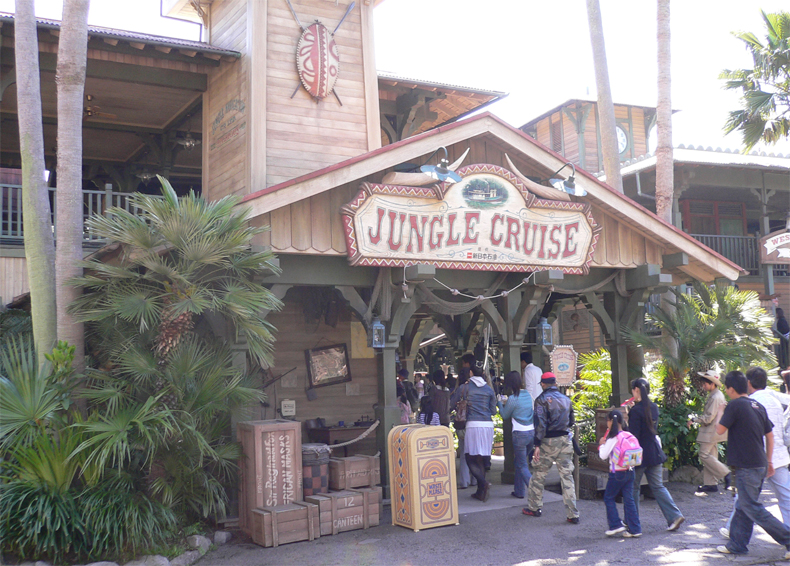
Entrée de Jungle Cruise

En même temps que l'ajout de cette attraction, plusieurs restaurants ont ouvert à l'arrière du Crystal Palace dans un décor de port d'une île polynésienne :
- Boiler Room Bites est spécialisé dans les barbecues (d'où son ancien nom de Boiler Room Barbecue). (170 places, intérieur et extérieur).
- China Voyager propose dans un style tropical des spécialités chinoises. (260 places, intérieur et extérieur).
- Squeezer's Tropical Juice Bar est un bar de jus de fruits.
- The Gazebo situé le long du Crystal Palace est un snack de boissons, crêpes et glaces. (110 places, extérieur seulement)
- The Enchanted Tiki Room est un spectacle avec des oiseaux robots chantants. La version ici s'appelle Stitch Now Presents « Aloha E Komo Mai! » depuis juillet 2008 et reprend des thèmes de Las Vegas, sous la direction du personnage de Stitch issu du film Lilo & Stitch (2002).
- situé un peu plus loin, après être passé sous un pont ferroviaire, le restaurant-spectacle Polynesian Terrace propose actuellement deux spectacles (depuis le 21 février 2005). Le premier dans la matinée utilise les personnages de Lilo et Stitch. Le soir le spectacle traditionnel continue d'être représenté, c'est Mickey et Minnie au paradis polynésien. (230 places, intérieur seulement)

### Westernland

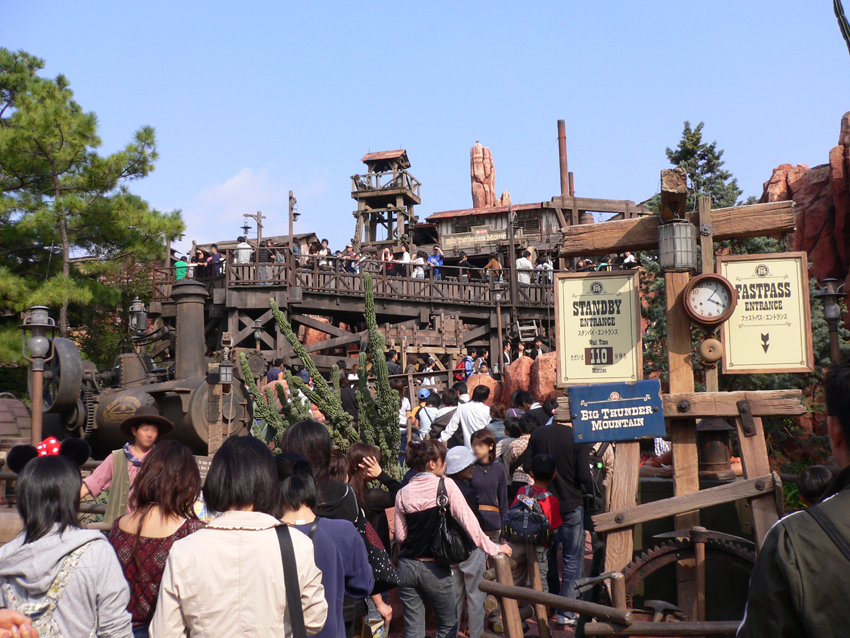
Entrée de Big Thunder Mountain

Westernland est la version japonaise de Frontierland, seul le nom a été changé et l'on retrouve les attractions classiques de ce pays.
À l'entrée du « pays » sur la place centrale, un bloc de bâtiments accueille plusieurs restaurants :
- côté place centrale le Plaza Pavillon Restaurant est un autre restaurant de style victorien. (400 places, intérieur et extérieur).

De l'autre côté c'est le western qui est à l'honneur avec :
- la Diamond Horseshoe Revue un spectacle de cabaret (french cancan) présenté en dehors des repas. Depuis l'an 2000, des spectacles différents sont donnés dans ce cabaret à l'heure des repas. Le thème change souvent, actuellement deux spectacles sont présentés, Pecos Goofy's Frontier Revue avec Dingo et depuis le 8 février 2005 Horseshoe Roundup avec les personnages de Toy Story 2.
- Slue Foot Sue's Diamond Horseshoe est le nom du restaurant servant au sein du cabaret. (220 places, intérieur seulement).
- Pecos Bill Cafe est un snack proposant des plats traditionnels américains comme les tourtes et autres "pie". (60 places, extérieur seulement)

En face le décor de western continue avec plusieurs boutiques, spectacles, restaurants et une attraction :
- Trading Post est une boutique sur les cowboys et les Indiens.
- Westernland Picture Parlour est une boutique où on peut être pris en photo dans une tenue et un décor de western.
- General Store est une boutique de confiseries, cafés, et autres douceurs
- Country Bear Theater est un spectacle hilarant d'ours chantant. Le décor change selon les saisons.
- Western Wear est une boutique de vêtements du Far West.
- Mile Long Bar est une sandwicherie. (660 places, intérieur et extérieur, partagée avec Hungery Bear Restaurant).
- Hungry Bear Restaurant est le lieu de restauration des ours affamés.
- Westernland Shootin' Gallery est un stand de tir au pied de Big Thunder Mountain.
- la montagne de Big Thunder Mountain s'élance juste après. Un train parcourt à vive allure une mine d'or abandonnée dans un décor digne du Grand Canyon.
- derrière la montagne le restaurant Lucky Nugget Cafe propose parfois des spectacles en plus de repas de poulet grillé et frites, le long de la rivière. (400 places, extérieur seulement)
- Tom Sawyer Island est une île entourée par les Rivers of America, seul un radeau permet de la rejoindre. Elle contient plusieurs attractions :
  - Tom Sawyer Island Adventures est un ensemble de jeux comme : un moulin à aube, une cabane dans un arbre, un fort de rondin ou des pierres instables.
  - The Canteen est un point de restauration sur l'île
- Mark Twain Riverboat est une croisière sur les Rivers of America à bord d'un bateau à aubes digne du Mississippi.

### Critter Country

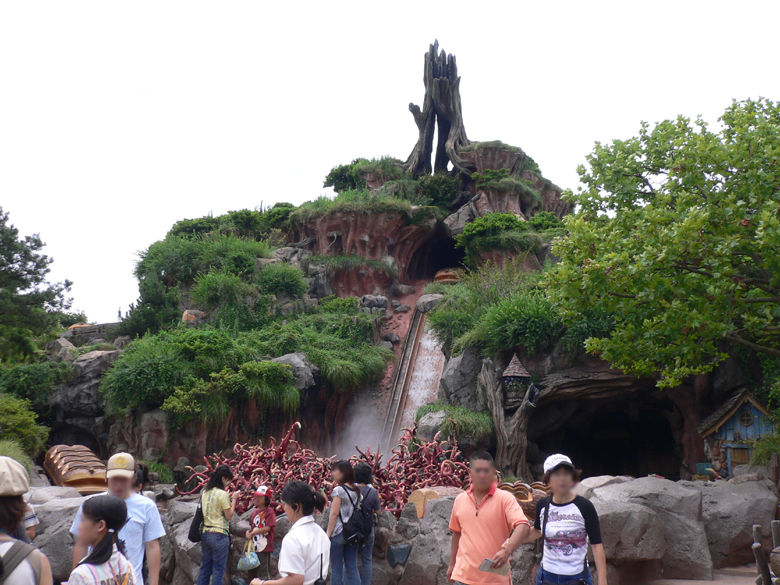
Entrée de Splash Mountain

Critter Country est un pays qui fut ajouté avec l'ouverture de Splash Mountain en octobre 1992 :
- Splash Mountain est une croisière au sein d'une montagne dans le monde de Frère Lapin, inspiré du film Mélodie du Sud. Un plongeon du haut de la montagne dans une chute d'eau est le clou de l'attraction. Il est possible d'acheter la photo prise dans l'attraction.

La légende Disney indique que la montagne s'appelait Chick-A-Pin Hill. Elle fut renommée à la suite d'un accident qui fit exploser le barrage des Frères Castors (Beaver) et qui inonda totalement la montagne.
- Beaver Brothers Explorers Canoes est une croisière en canoë autour de Tom Sawyer Island sur les Rivers of America. L'attraction faisait partie avant 1992 de Westernland.
- juste à l'entrée du pays, Grandma Sarah's Kitchen est un restaurant de cuisine américaine, creusé dans une caverne. (520 places, intérieur et extérieur).

Après la montagne une zone à flanc de coteau héberge, dans d'autres "terriers" :
- Rackety's Raccoon Saloon, un snack qui permet de profiter de tables en bois ;
- Hoot and Hooler Hideout, une boutique d'objets en bois liés au thème du pays.

### Fantasyland
C'est le monde des contes de fées et surtout des personnages des films classiques de Walt Disney Pictures.
- l'entrée dans ce pays se fait par le Château de Cendrillon, réplique de celui du Magic Kingdom.
- Cinderella's Fairy Tale Hall est un walkthrough ouvert le 15 avril 2011[11] situé au premier étage du château de Cendrillon.
  - Cinderella's Fairy Tale Hall, qui remplace Cinderella Castle Mystery Tour est une attraction (ouverte le 11 juillet 1986[12]) où un guide vous conduit dans les salles du château. Le miroir magique invite les visiteurs à combattre les forces du mal : les vilains de Disney. Elle a fermé définitivement le 5 avril 2006.
  - une boutique, The Glass Slipper, propose des œuvres en cristal créées sur place.

Deux bâtiments encadrent le château, l'un à gauche, l'autre à droite, délimitant une longue place avec les manèges et de l'autre côté, le fond du parc.

#### À gauche
- Kingdom Treasures est une boutique de souvenirs sur les personnages de Disney : poupées, vêtements, livres et disques sont à l'honneur.
- Snow White's Adventures est l'attraction sur Blanche-Neige et les Sept Nains.
- Fantasy Gifts est une autre boutique de souvenirs Disney.
- Peter Pan's Flight est la célèbre attraction sur le vol de Peter Pan depuis les toits de Londres jusqu'à l'île des enfants perdus.
- Captain Hook's Galley est une pizzeria jouxtant Peter Pan's Flight
- Troubadour Tavern est un snack de boissons et glaces. (210 places, extérieur partagées avec le Captain Hook's Galley)

#### À droite
- Baby Mine est une boutique sur les objets Disney destinés aux bébés.

Le nom provient du titre de la chanson chantée par la mère de Dumbo. La boutique s'appelait avant 2001 Tinkerbell Toy Shop.
- Mickey's PhilharMagic. L'ouverture prévue le 24 janvier 2011 a été annoncée le 14 juin 2010[13].
  - Mickey's PhilharMagic remplace The Mickey Mouse Revue, une attraction provenant du Magic Kingdom qui permettait de voir et entendre un concert donné par les personnages de Disney sous la direction de Mickey, le tout en audio-animatronics.
- Harmony Faire  est une boutique à la sortie de Mickey's PhilharMagic.
- Pleasure Island Candies est une boutique de bonbons tout droit sortie de l'île de Pinocchio.
- Pinocchio's Daring Journey est une attraction sur Pinocchio, identique à celle des autres parcs Disney et présentant l'histoire de la célèbre marionnette.

#### La place et le fond du pays
La place compte les trois manèges habituels des Royaumes enchantés de Disney :
- Dumbo the Flying Elephant est un manège à bord de Dumbo. C'est la première version de Disneyland qui existe toujours ici avec 10 éléphants et non 16 éléphants volants.
- Castle Carrousel est un manège de 90 chevaux de bois doré et peints à la main.
- Alice's Tea Party est la version du Magic Kingdom de ce manège de tasses. Ici la théière centrale est violette.
- Près des tasses d'Alice et devant It's a small World plusieurs wagons proposent des rafraîchissements (Cleo's), de la nourriture (Village Pastry), ou des articles Disney (Stromboli's Wagon).

Nous décrirons ensuite cette section en partant de la gauche (Critter Country) :
- Bizarrement l'attraction Haunted Mansion fait partie de ce "pays" depuis l'ouverture du parc. Elle reprend l'architecture de celle du Magic Kingdom. C'est une maison hantée par 999 fantômes.
- Queen of Hearts Banquet Hall est un restaurant sur le thème d'Alice au pays des merveilles.

Jusqu'en 1998 cet emplacement accueillait le restaurant Alpine Haus associé au Skyway.
- It's a Small World est une croisière au milieu de poupées du monde entier chantant la joie. L'extérieur est celui qui a été réutilisé au Parc Disneyland, à Disneyland Paris, mais sans l'embarcadère.
- Pooh's Hunny Hunt est une attraction sur Winnie l'ourson ouverte en 2000.
  - à côté le Pooh Corner propose des articles sur les personnages de l'attraction.

En 1998 la station de Skyway fut détruite et l'espace laissé inutilisé plusieurs années.

### Toontown
Ouvert le 15 avril 1996 à l'identique de celui de Disneyland (à part qu'il a subi une symétrie axiale), ce pays propose la ville des personnages de Disney. Elle est aussi découpée en deux parties : la ville et la rue résidentielle.
- Jolly Trolley permet de relier les deux parties à bord d'un mini-tramway. (L'attraction a fermé en 2009 en raison d'une faible capacité et devant l'encombrement du pays)
- de plus 6 wagons vendant nourritures et boissons sont disséminés dans ce pays.

La ville comprend :
- Roger Rabbit's Car Toon Spin, un voyage à bord de Benny le Taxi.
- deux boutiques, Gag Factory et Toontwon Five & Dime.
- Huey, Duey and Louis Good Time Cafe, un restaurant en terrasse (430 places, extérieur seulement).

La rue résidentielle est constituée de :
- Mickey's House, la maison de la célèbre souris.
- Minnie's House et Meet Mickey, après la visite de sa maison on peut rencontrer Mickey.
- Chip and Dale's Treehouse, la cabane dans un arbre de Tic et Tac.
- Gadget's Go Coaster, un parcours de montagnes russes junior inventé par la souris amie de Tic et Tac.
- Donald's Boat, le bateau de Donald baptisé Miss Daisy.
- Goofy's Bounce House, une maison où les enfants peuvent rebondir sur les meubles et les murs.
- Toon Park, une zone de jeux pour enfants à l'entrée du pays.

### Tomorrowland
Ce pays est consacré au futur et reprend la même architecture et disposition générale que le Magic Kingdom.
Depuis la place centrale du parc, un pont enjambe la rivière. Deux bâtiments futuristes (pour les années 1960) avec chacun un éperon lancé vers le ciel encadrent le pont et le chemin menant à Space Mountain. C'est dans la partie droite, que les principaux changements surviennent par rapport à son aîné. Il est possible de retourner dans World Bazaar en longeant ce bâtiment. Les deux bâtiments futuristes de part et d'autre de l'entrée accueillent la majorité des boutiques, restaurants et attractions. Une avenue longe l'ensemble. De l'autre côté de cette voie, quatre grands pavillons hébergent des attractions (dont Space Mountain) et une zone accueille à proximité de Fantasyland la piste de course qui comme au Magic Kingdom fut écourtée pour la construction de Toontown.
Le parcours scénique interactif Monsters, Inc. : Ride and Go Seek! a ouvert en 2009 dans ce land en lieu et place de l'attraction Meet the World (une attraction similaire au Carousel of Progress : un théâtre rotatif incluant des scènes d'audio-animatronics.)

#### Le bâtiment de gauche
- il comporte l'attraction Stitch Encounter, ouverte le 17 juillet 2015. Elle reprend le même principe que l'attraction Turtle Talk with Crush au parc Tokyo DisneySea. Elle succédait à l'attraction Captain Eo rouverte en 2010, en hommage à Michael Jackson. L'attraction a rouvert dans la salle qui accueillait l'attraction MicroAdventures.

Micro Adventures était le nom au Japon de l'attraction Chérie, j'ai rétréci le public ouverte le 15 avril 1997. Elle succédait à  Eternal Sea (1983-1987) et Captain Eo (1987-1997). Le choix du nom Micro Adventures vient du fait que les films Chérie, j'ai rétréci les gosses (1989) et Chérie, j'ai agrandi le bébé (1992) n'ont pas été distribués au Japon et de fait, les Japonais ne connaissaient pas les protagonistes et le type d'aventure qu'ils ont vécu.
- Imageworks est une boutique d'objets personnalisables, que ce soit des téléphones portables ou des T-shirts.
- Starcade est une salle de jeux.
- Tomorrowland Terrace est le plus grand restaurant du parc et offre à l'extrémité du bâtiment, près de Fantasyland, des hamburgers et des salades. (1260 places, extérieur et intérieur)
- Space Place Foodport est un restaurant en terrasse au pied de Starjets. (100 places, extérieur seulement)

#### Le bâtiment de droite
À la différence des autres parcs, un espace en terrasse au premier étage de ce bâtiment est accessible aux visiteurs. Celui de Disneyland ne sert parfois que de file d'attente pour Space Mountain.
- en 2001, une attraction a ouvert dans ce bâtiment : c'est Buzz Lightyear's Astro Blasters, qui fait depuis fureur. Située dans l'avenue séparant les deux bâtiments, il est conseillé d'éviter la zone tellement la file d'attente est longue.
- Planet M est devenue en 2001 la boutique officielle de Buzz l'Éclair et des personnages de Toy Story.
- Pan Galactic Pizza Port est une pizzeria située à l'étage. (590 places, extérieur et intérieur)
- Cosmic Encounters est une boutique sur les objets futuristes et autres jouets pour enfants.
- Soft Landing est un guichet pour des boissons fraîches et des glaces.
- Plaza Restaurant, ce restaurant est situé le long de World Bazaar et propose des hamburgers et des salades. (730 places, extérieur et intérieur)

#### L'avenue et les pavillons
- Monsters, Inc. Ride & Go Seek! est une attraction ouverte en 2009 sur le thème de Monstres et Cie (2001)
- ce bâtiment était auparavant celui de Meet the World, attraction la plus proche de World Bazaar. C'était un théâtre rotatif racontant l'histoire du Japon et ses rencontres avec les autres civilisations. L'aspect extérieur rappelle les foires internationales des années 1950. L'attraction a fermé le 30 juin 2002.
- l'attraction aurait dû aussi exister dans le pavillon du Japon d'Epcot.
- Star Tours: The Adventures Continue est la nouvelle version de Star Tours, la célèbre attraction basée sur Star Wars. Ici, elle prend place dans un bâtiment digne des bureaux construits dans les années 1980-1990 au Japon. Le toit est incliné et un pont avec une verrière relie le bâtiment à celui d'en face. Les couleurs vont des gris métallisés aux noirs brillants. Des tuyaux et des verrières donnent au bâtiment un aspect futuriste. Cette attraction ne diffère pas des autres versions à travers le monde ; cependant, la file d'attente de la version nippone est plus développée : avant la salle avec R2-D2 et C-3PO, se trouve un immense hall avec un écran géant diffusant des spots publicitaires pour les diverses destinations des voyages que propose l'agence de voyage Star Tours. Cet écran révèle également d'autres éléments de la storyline de l'attraction, comme le terminal de Star Tours identifié comme étant seulement une partie de l'Astroport THX1138. Il s'agit ici d'un clin d'oeil au premier film réalisé par George Lucas, THX 1138, sorti en 1971. De plus, la « salle de contrôle sécurité » est plus grande et vaste. Dans cette dernière se trouve le pilote de la première version de Star Tours, RX-24 (Rex) en train de faire du stop avec deux autres droïdes de grandes tailles, faisant ainsi un clin d’œil aux trois auto-stoppeurs fantômes de Haunted Mansion.
- Showbase 2000 est une salle de spectacle sous une voilure de béton blanc. Un spectacle sur le thème de l'héritage de Walt Disney est actuellement présenté ; c'est le second depuis 2001.
- Space Mountain est la version de Disneyland de ces montagnes russes dans le noir.
- Stellar Sweets est une boutique de bonbons qui utilise l'ancien bâtiment du Skyway et qui accueille déjà un espace commercial.
- le Skyway était un téléphérique reliant Fantasyland à Tomorrowland. En raison des coûts de maintenance, l'attraction ferma en 1998. La station de Fantasyland fut détruite pour être remplacée par une attraction sur Winnie l'ourson.
- Grand Circuit Raceway était une piste de course de voitures miniatures comme celle du Magic Kingdom. Elle a fermé définitivement le 11 janvier 2017 afin de laisser place à une zone basée sur le « Classique d'animation » des studios Disney sorti en 1991, La Belle et la Bête.
- Starjets est un manège avec des fusées de type Saturn V.
- ses équivalents de Disneyland et Magic Kingdom ont été remplacés entre 1966 et 1998 par Astro Orbitor, conçue pour le Parc Disneyland.

## Fréquentation
Fréquentation annuelle 

17 910 000 (2019)
4 160 000 (2020)
6 300 000 (2021)
12 000 000 (2022)

## Produits dérivés
Trois jeux vidéo basés sur le parc sont sortis : Mickey no Tokyo Disneyland Daibōken en 1994 sur Super Nintendo ainsi que Tokyo Disneyland: Mickey no Cinderella Shiro Mystery Tour en 1995 et Tokyo Disneyland: Fantasy Tour en 1998 sur Game Boy.